# ベトナムの雅楽
ベトナムの雅楽（べとなむのががく、ベトナム語：Nhã nhạc cung đình Huế / 雅樂宮廷化、音読み：ががく きゅうていか、英語：Vietnamese Court Music Nha Nhac）は、ベトナムの宮廷で演じられた雅楽である。

## 歴史
15世紀に中国の明から伝わった音楽を基礎として、胡朝時代（1400年 - 1414年）に誕生し、黎朝時代（1428年 - 1788年）、阮朝時代（1802年 - 1945年）に宮廷儀式として確立された。
主にフエの宮廷で演奏されてきたが、1945年に阮朝が滅亡したことで奏者が離散し、この後のベトナム戦争による破壊により、一時「忘れ去られた音楽」と呼ばれて消滅の危機に瀕したが、聖徳大学の徳丸吉彦教授をはじめとした人々の尽力で復活した。また、徳丸吉彦の提言で、1996年にフエ大学に宮廷音楽コースが設置され、2000年以降卒業生を出している。
2003年11月7日の第2回「人類の口承及び無形遺産の傑作の宣言」において傑作の宣言を受けており、無形文化遺産に登録されることが事実上確定していたが、2009年9月の初の登録で正式に登録された。2006年11月にフエ遺跡保存センター宮廷音楽合奏団が来日し、コンサートを行っている。

## 内容
ベトナムの雅楽は、オーボエの一種「ケン」や、横笛「サオ」などの楽器を用いた速いテンポが特徴である。
また、中国の宮廷音楽を源流としているため、日本の雅楽と姉妹関係といわれており、日本へは8世紀（奈良時代）にチャンパ王国の僧仏哲が伝えたインド系の楽舞が、林邑楽として継承されている。